# Джон Міган
Джон Міган (англ. John Meehan; нар. 8 травня 1890 — пом. 12 листопада 1954) — канадський сценарист. Він народився в канадському містечку Ліндсей, Онтаріо. Він написав сценарії для 34 фільмів в період між 1929 і 1948 роками. Він помер у Вудленд-Гіллз, Лос-Анджелесі.

## Вибрана фільмографія
- 1930 : Мораль леді / A Lady's Morals
- 1931 : Вільна душа / A Free Soul
- 1931 : Незнайомці можуть поцілуватися / Strangers May Kiss
- 1932 : Летті Лінтон / Letty Lynton
- 1933 : Коли дами зустрічаються / When Ladies Meet
- 1933 : Боксер та леді / The Prizefighter and the Lady
- 1934 : Седі МакКі / Sadie McKee
- 1940 : Сім грішників / Seven Sinners
- 1944 : Кісмет / Kismet
- 1946 : Наречена в чоботях / The Bride Wore Boots